# Gregor Samsa (Band)
Gregor Samsa ist eine Post-Rock-/Shoegaze-Band, die ursprünglich aus Richmond, Virginia stammte und die sich im Jahr 2000 gründete.

## Bandgeschichte
Die Band gründete sich um die Jahrtausendwende. Bandkopf ist Champ Bennent, der seine Version von Postrock mit wechselnden Musikern sowie seiner Ehefrau Nikki Bennett (geborene King), verwirklicht.
2002 erschien ihre erste, selbstbetitelte Extended Play auf dem Bostoner Independent-Label Iodine Recordings. Nach mehreren Auftritten wollen sie ihren ersten Longplayer einspielen, doch das Geld reicht nicht für ein vollständiges Album. Stattdessen veröffentlichen sie die EP 27:36, die genauso lange dauert: 27 Minuten und 36 Sekunden.
Finanziell geht es der Band nicht besonders gut, so dass mehrere Mitglieder die Gruppe wieder verlassen. Für den dichten Sound der Band müssen jedoch wechselnde Gastmusiker verpflichtet werden. Erst als Own Records die Veröffentlichung der EP in Europa übernahm, konnten sie wieder touren. Dazu kam Billy Bennett, Champs Bruder als Schlagzeuger in die Band sowie Jason Laferrera als Bassist. Nach der ersten Tournee beginnt Gregor Samsa an den Arbeiten zu ihrem ersten Longplayer, doch die Band zerstritt sich wiederum. Champ und Nikki King ziehen nach Brooklyn, New York.
Nach einer kurzen Pause kehrte die Gruppe 2005 mit einer Split-12’’ mit Red Sparrowes zurück. Mit einem neuen Line-up wurde das Debütalbum 55:12 eingespielt.
Am 27. Mai 2008 folgte das Album Rest. Das Album bestand zu jener Zeit neben dem Ehepaar Bennett aus William Bennett, Cory Bise, Toby Driver und Mia Matsumiya. 2009 folgte das bisher letzte Album Over Air.

## Bandname und Musikstil
Der Name bezieht sich auf den Protagonisten aus Franz Kafkas Werk Die Verwandlung. Die Band unterstreicht damit ihren intellektuellen Anspruch, der sich auch in vielen Liedtexten niederschlägt. Musikalisch ist sie dem Postrock sowie zu Beginn auch dem Shoegaze zuzuordnen. Relevante Vergleichsgrößen sind Gruppen wie Cocteau Twins, My Bloody Valentine, Godspeed You Black Emperor und Sigur Rós. Während die Musik früher druckvoll und repetitiv war, dominieren auf späteren Veröffentlichungen Klangcollagen und minimalistische Kammermusik, die vom Keyboard getragen wird.

## Diskografie
Alben
- 2006: 55:12 (The Kora Records)
- 2008: Rest (Own Records)
- 2009: Over Air (The Kora Records)

Singles und EPs
- 2001: Gregor Samsa & The Silent Type (Split-CD-r, Eigenproduktion)
- 2002: Gregor Samsa (EP, Iodine Recordings)
- 2003: 27:36 (Iodine Recordings)
- 2005: Red Sparowes/Gregor Samsa (Split-12’’, Robotic Empire)